# Verwaltungsgemeinschaft Obere Bode
Die Verwaltungsgemeinschaft Obere Bode lag im thüringischen Landkreis Eichsfeld. Sie wurde nach der Bode benannt. Ihr Sitz war in Großbodungen.

## Gemeinden
- Neustadt
- Großbodungen
- Steinrode

## Geschichte
Die Verwaltungsgemeinschaft wurde am 20. August 1993 gegründet. Die Auflösung erfolgte am 31. Dezember 1996. Mit Wirkung vom 1. Januar 1997 wurden die Mitgliedsgemeinden in die Verwaltungsgemeinschaft Eichsfeld-Südharz eingegliedert.

### Einwohnerentwicklung
Entwicklung der Einwohnerzahl:
| - 1994 – 2917 - 1995 – 2930 - 1996 – 2973 |

 Datenquelle: Thüringer Landesamt für Statistik – Werte vom 31. Dezember